# Lucas Hardt
Lucas Hardt (* 18. Juli 1989 in Berlin) ist ein deutscher Schauspieler.

## Leben und Wirken
Lucas Hardt wuchs in Berlin auf und besuchte dort seit 2002 die Goethe-Oberschule in Lichterfelde, die er 2010 mit Abitur abschloss. 2005 spielte er seine erste Hauptrolle in dem Film Mondscheinkinder von Manuela Stacke. Beim Filmfestival Max Ophüls Preis 2006 erhielt der Film den Publikumspreis.
Im Jahr 2006 nahm er an einem Schauspiel-Workshop bei Jeanette Wagner an der Schule für Schauspiel Berlin teil. 2007 folgte eine Nebenrolle in Dennis Gansels Die Welle. Im Jahr 2008 spielte Hardt unter der Regie von Philipp Lutz gemeinsam mit Timo Rüggeberg in dem Spot Daniel für den Wettbewerb Clip und klar der BZgA-Kampagne Gib AIDS keine Chance. Ebenfalls 2008 spielte er in dem Kurzfilm Oldenburg, September 2029, der unter der Regie von Tilman Zens als Trailer für das 15. Internationale Filmfest Oldenburg entstand. Neben Hardt wirkten dort Udo Schenk und Arno Frisch mit.
Im Jahr 2009 drehte er in Prag die Actionkomödie Leppel & Langsam, die unter der Regie von Thomas Bohn für Pro7 entstand.